# 阿尔沃·阿尔托宁
阿尔沃·阿尔托宁（芬蘭語：Arvo Aaltonen，1892年12月2日—1949年6月17日），芬兰男子游泳运动员。他曾代表芬兰参加1912年、1920年和1924年夏季奥林匹克运动会游泳比赛，共获得二枚铜牌。